# Bakhtiar Mamirov
Bakhtiar Mamirov (21 de juny de 1981) va ser un ciclista kazakh que fou professional de 2003 a 2004.

## Palmarès
- 2005
  - Vencedor de 2 etapes al Kerman Tour
- 2006
  - Vencedor de 6 etapes al Tour del Camerun